# Stictoleptura pyrrha
Stictoleptura pyrrha là một loài bọ cánh cứng trong họ Cerambycidae.